# انتخابات مجلس شورای اسلامی (۱۳۶۷)
انتخابات سومین دورهٔ مجلس شورای اسلامی، در ۱۹ فروردین ۱۳۶۷ و ۲۳ اردیبهشت ۱۳۶۷ برگزار گردید. مشارکت در سراسر کشور ۵۹/۷۲ ٪ و در تهران ۴۳٪ بود. از مجموع ۲۷٬۹۸۶٬۷۳۶ نفر واجد شرایط رای ریزی مجموع ۱۶٬۷۱۴٬۲۸۱ رای معادل ۵۹/۷۲٪ به صندوق‌ها ریخته شد. در مرحلهٔ اول انتخابات ۱۸۰ نفر و در مرحلهٔ دوم ۸۲ نفر به مجلس راه یافتند.
در طول دورهٔ سوم مجلس شورای اسلامی چند انتخابات میان‌دوره‌ای برگزار شد؛ که از میان آنها انتخابات میان‌دوره‌ای در تاریخ ۷ آبان ۱۳۶۷ و ۲۴ آذر ۱۳۶۸ مهم‌تر هستند. در انتخابات سراسری مرحلهٔ اول و دوم، انتخابات پانزده حوزه بنا به دلایلی توسط شورای نگهبان باطل گردید و نیز اعتبارنامهٔ نمایندهٔ منتخب حوزهٔ بروجرد نیز در مجلس رد شد و بدین ترتیب ۱۶ حوزهٔ مجلس شورای اسلامی فاقد نماینده بودند؛ بنابراین انتخابات میان‌دوره‌ای هفتم آبان‌ماه در ۱۶ حوزهٔ انتخابیه از بین ۱۱۱ داوطلب برگزار گردید. انتخابات میان‌دوره‌ای ۲۴ آذر ۱۳۶۸ در شش حوزهٔ انتخابیهٔ تهران برای ۴ نماینده، و کرج، کاشان، کرمان، کردکوی و بندر ترکمن، کوهدشت و چگنی هر کدام یک نماینده از بین ۷۳ داوطلب برگزار شد. پنج نماینده که از تهران و کاشان می‌بایست به مجلس راه یابند، باید جایگزین نمایندگانی می‌شدند که پس از انتخابات ریاست‌جمهوری دورهٔ پنجم و تشکیل هیئت وزیران، از نمایندگان مجلس استعفا و به سمت‌های دیگر انتخاب شده بودند. کرج به خاطر استعفای نماینده از سمت نمایندگی، در کرمان به جای نمایندهٔ فوت شده، در کردکوی و کوهدشت نیز به واسطه عدم تأیید صحت انتخابات به وسیله شورای نگهبان به انتخابات میان‌دوره‌ای کشیده شد.
مجمع روحانیون مبارز (جناح چپ) با توجه به فضای تبلیغاتی، به پیروزی چشم‌گیری در انتخابات دست یافت و توانست اکثریت مجلس را از آن خود کند. در این دورهی مجلس شورای اسلامی دو جناح عمده فعالیت داشتند. جناح چپ (حزب‌الله) یا تندرو که اکثریت را دارا بودند و جناح راست یا محافظه‌کار که در اقلیت بودند. اختلافات عمدهی این جناح‌ها بر سر مسایل اقتصادی و روابط خارجی بود و بعضاً هنگام تصویب برخی از قوانین مانند طرح تثبیت تعداد کاندیداها در هر انتخابات به شدت مقابل همدیگر قرار می‌گرفتند. پذیرش قطعنامه ۵۹۸ و پایان جنگ ایران و عراق، مرگ سید روح‌الله خمینی، بازنگری در قانون اساسی و ادغام ریاست جمهوری و نخست وزیری از حوادث مهم این دوره و سازندگی ویرانه‌های جنگ، ذهن مشغولی این دوره از مجلس بود. در این مجلس اکبر هاشمی رفسنجانی رئیس و مهدی کروبی نایب رئیس شدند.